# Sándor Bodonyi
Sándor Bodonyi (* etwa 6. August 1736 in Berki; † 11. November 1811) war ein ungarischer römisch-katholischer Geistlicher.
Bodonyi wurde am 5. August 1759 zum Diakon geweiht und am 31. Mai 1760 zum Priester. Am 29. August 1806 wurde er zum Bischof von Belgrad und Semendria, heute das Alba Maritima erwählt und am 17. November 1806 bestätigt. Am 17. November 1806 wurde er zum Weihbischof in Vác ernannt. Die Bischofsweihe erhielt er 1807.